# Parakrama Pandya
Parakrama Pandya ou Parakrama Pandu est un roi  d'origine Pandya qui, au début du XIIIe, envahit le royaume de  Polonnâruvâ dans l'actuel Sri Lanka et y règne de 1212 à 1215 

## Biographie
Parakrama Pandyan II ou Parakrama Pandu, dont l'homonyme royal Parakrama Pandyan I régnait sur Madurai
une quarantaine d'années auparavant, avait sollicité l'aide de Parakramabahu I lors de la Guerre civile Pandyan (1169-1177) (en) et qui était peut-être de ce fait un membre de la lignée Pandya de la famille royale cinghalaise. Il s'impose comme roi à Polonnaruwa en s'emparant du trône après avoir déposé la reine Lilavati épouse et successeur de Parakramabahu I  souveraine de Polonnaruwa. Il règne avec fermeté trois années jusqu'à ce que Polonnaruwa soit envahi par Kalinga Magha qui le capture l'aveugle et lui succède.